# Триплатинаевропий
Триплатинаевропий — бинарное неорганическое соединение
платины и европия
с формулой EuPt3,
кристаллы.

## Получение
- Сплавление стехиометрических количеств чистых веществ:

{\displaystyle {\mathsf {3Pt+Eu\ {\xrightarrow {T}}\ EuPt_{3}}}}

## Физические свойства
Триплатинаевропий образует кристаллы
кубической сингонии,
пространственная группа F d3m,
параметры ячейки a = 0,7705 нм, Z = 8
структура типа димедьмагния MgCu2 (фаза Лавеса)
.